# Selaginella albolineata
Selaginella albolineata är en mosslummerväxtart som beskrevs av Alan Reid Smith. Selaginella albolineata ingår i släktet mosslumrar, och familjen mosslummerväxter. Inga underarter finns listade i Catalogue of Life.